# Loburger Kreuzweg
Der Loburger Kreuzweg befindet sich im Loburger Park in Ostbevern.
Die vierzehn Stationen des Kreuzweges im Loburger Park wurden von der Gruppe St. Michael des Bundes Neudeutschland erbaut und am 22. März 1964 eingeweiht. Die Gestaltung der einzelnen Stationsbilder war von einem Abiturienten des Collegium Johanneum des Jahrgangs 1962, Franz Josef Heukamp, übernommen worden. Die Flachreliefs auf Zement sind in die Vorderfront auf niedrig gebauten Backsteinblöcken eingefügt.
In Ostbevern erfreut sich der Kreuzweg durch den Park großer Beliebtheit. Vor allem in der Karwoche wird regelmäßig ein Jugendkreuzweg mit einem Priester gehalten.

## Bilder

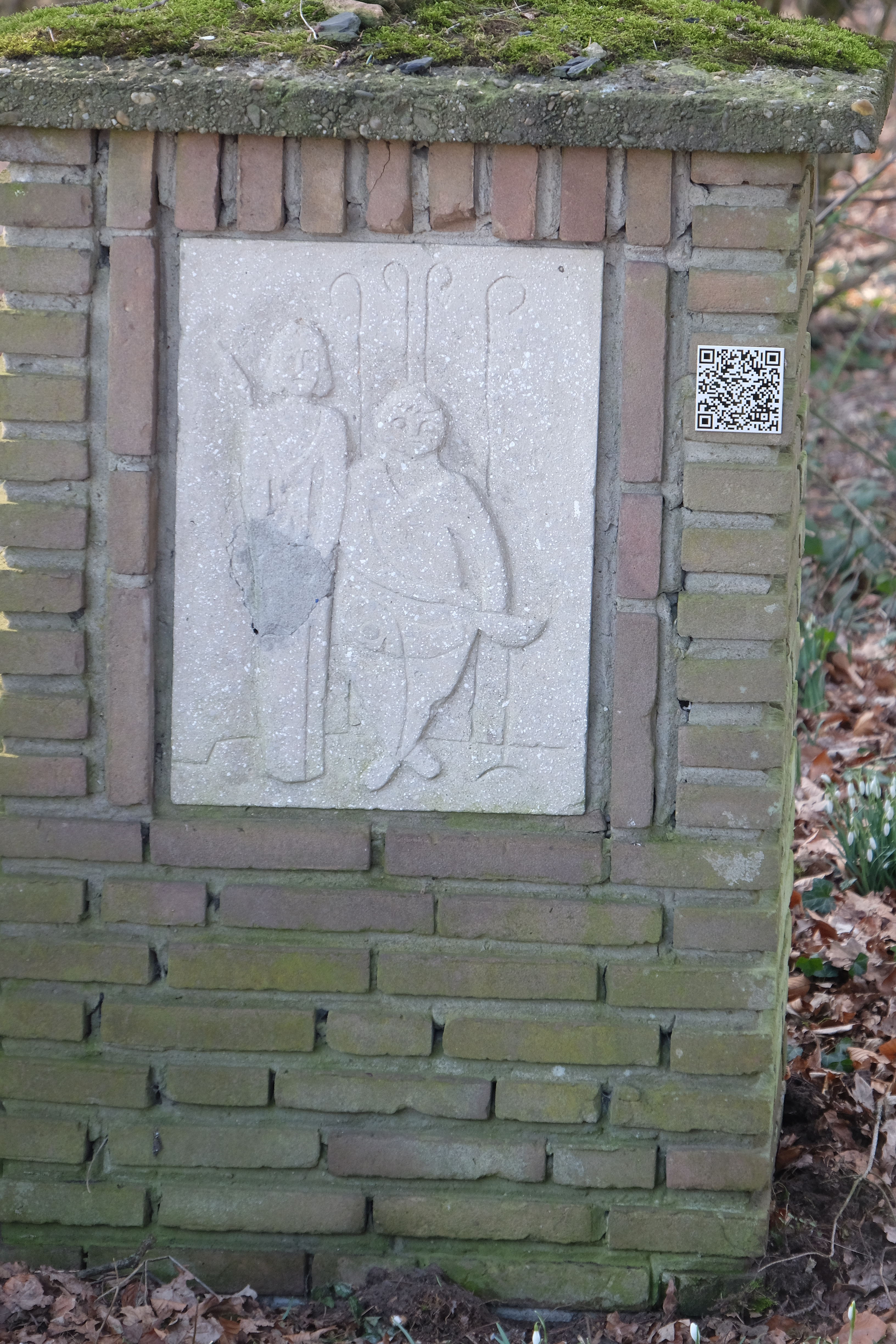
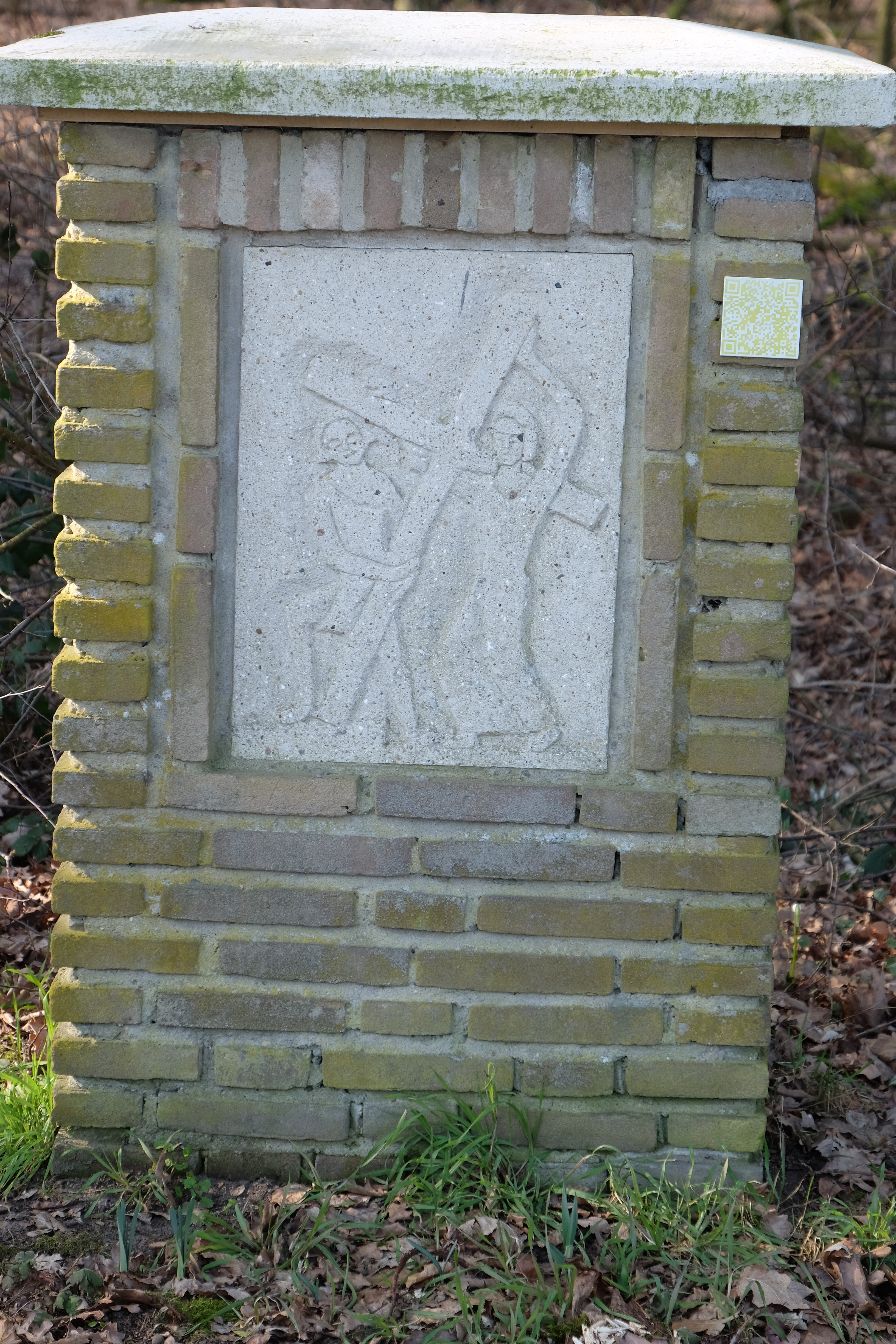
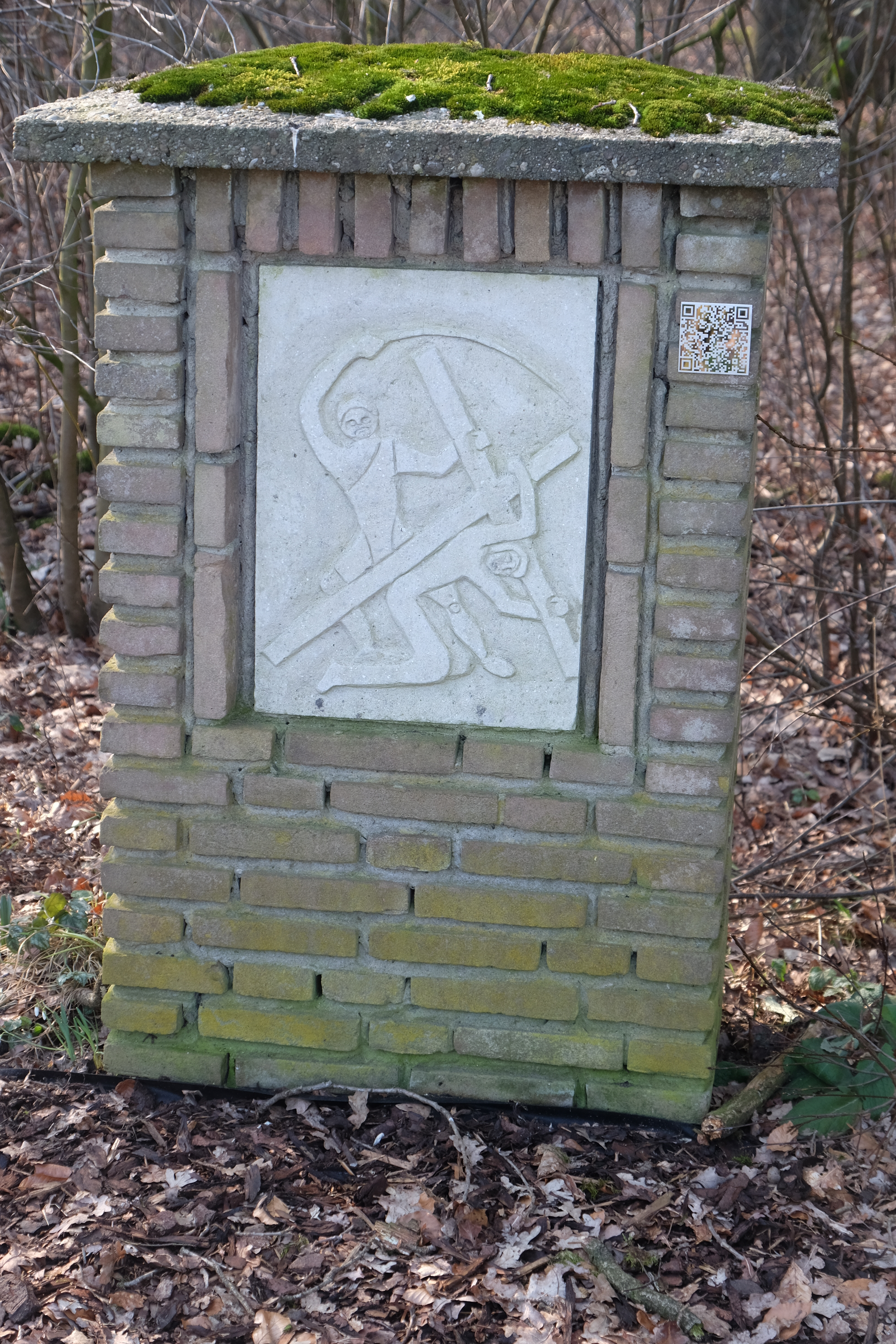
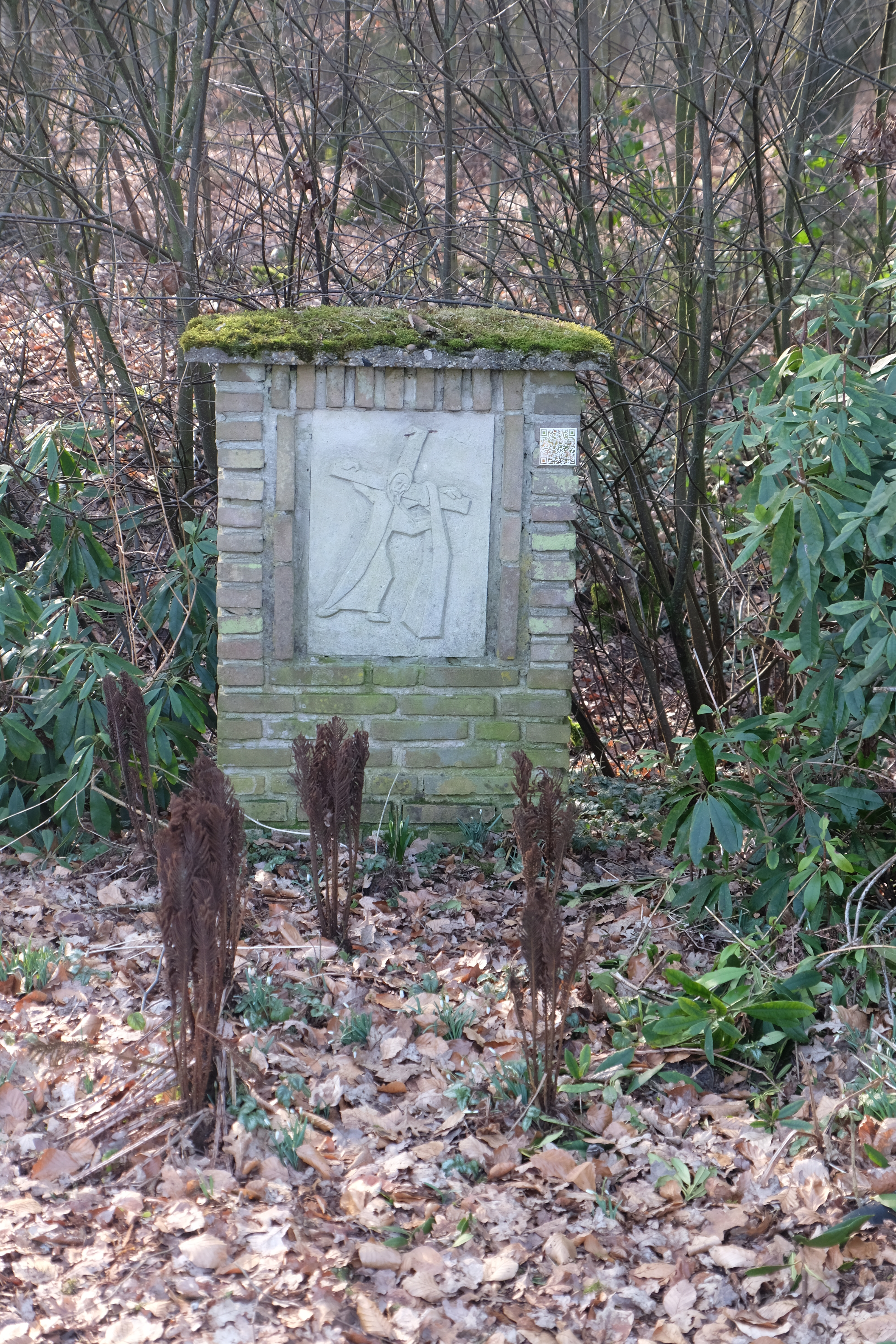
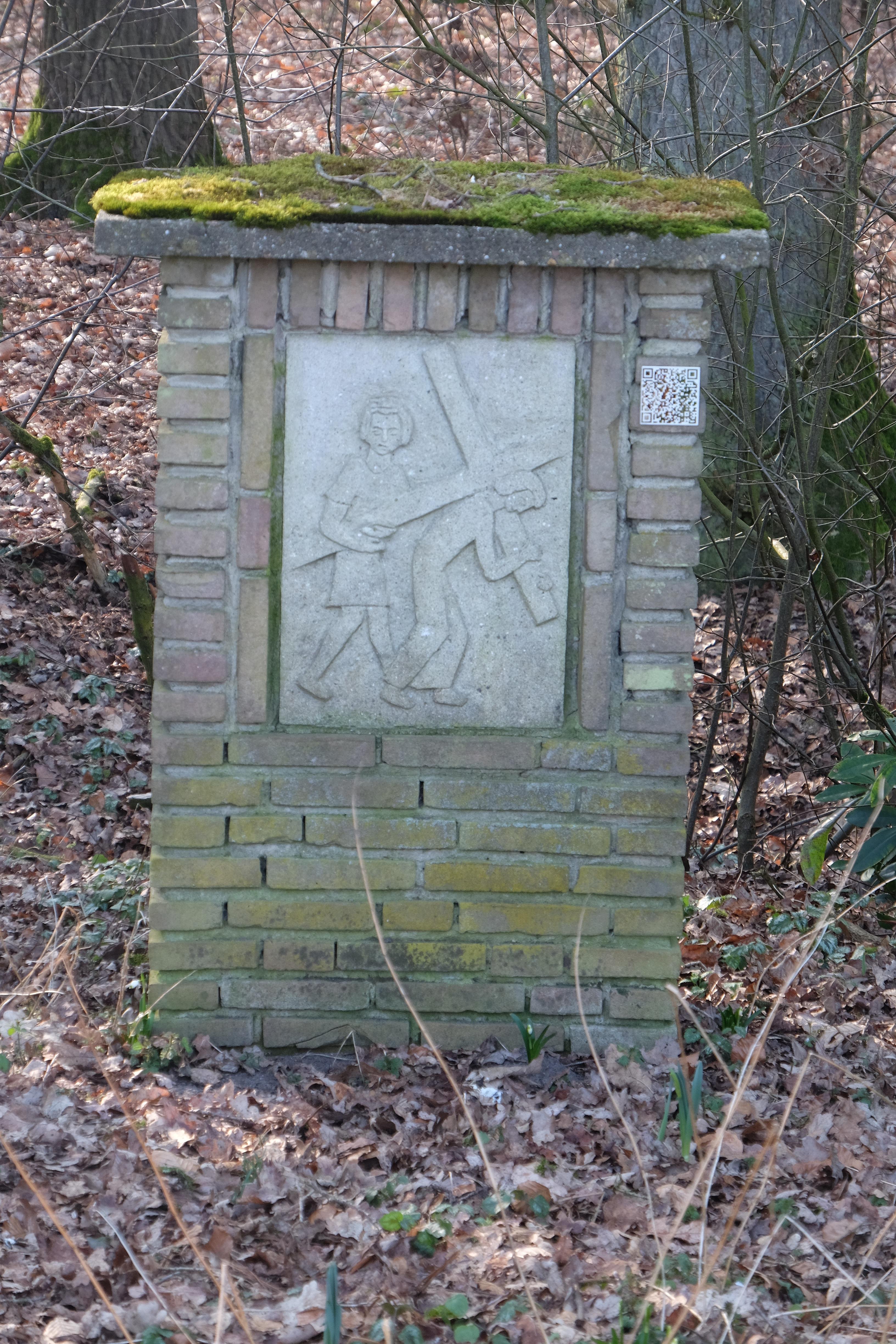
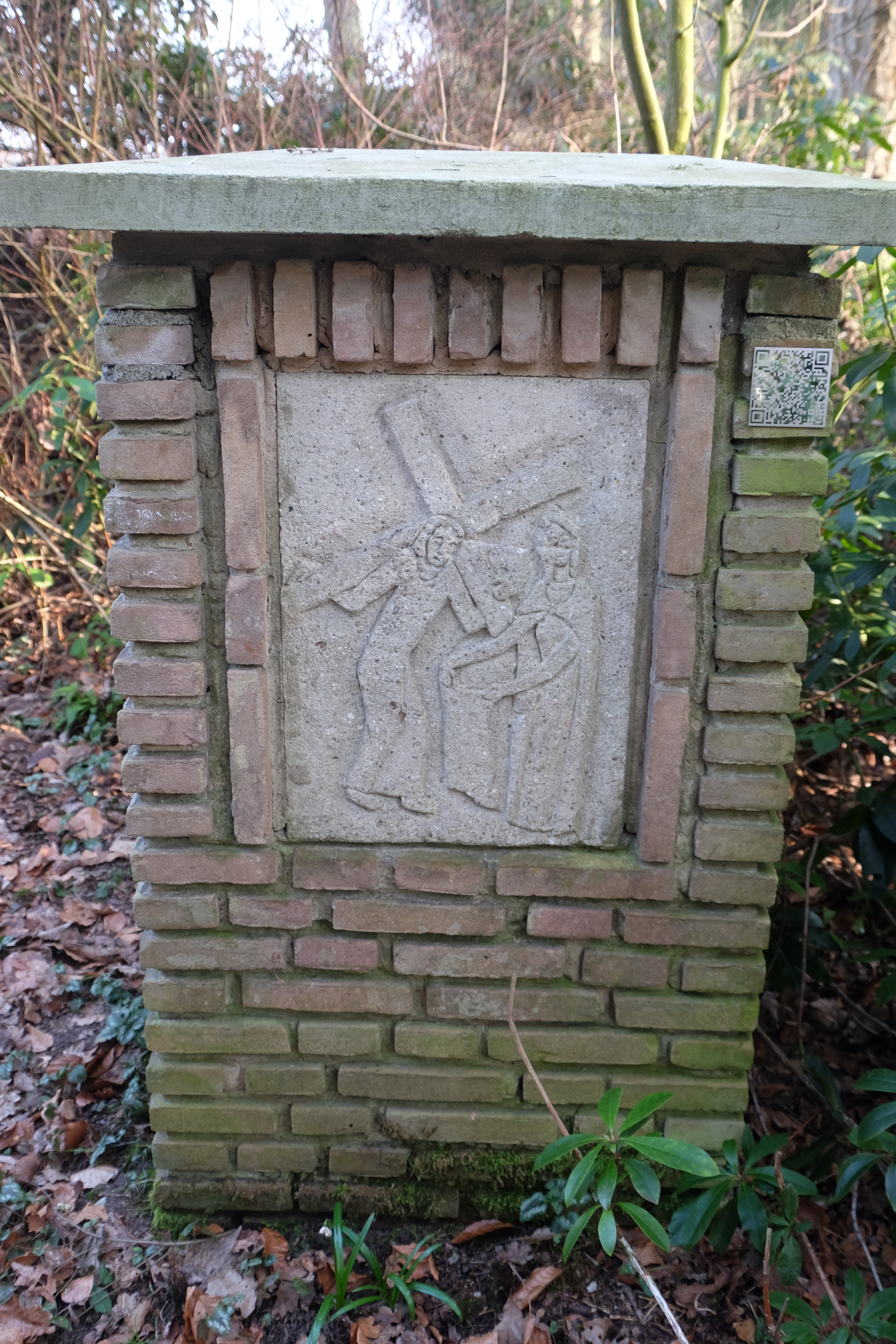
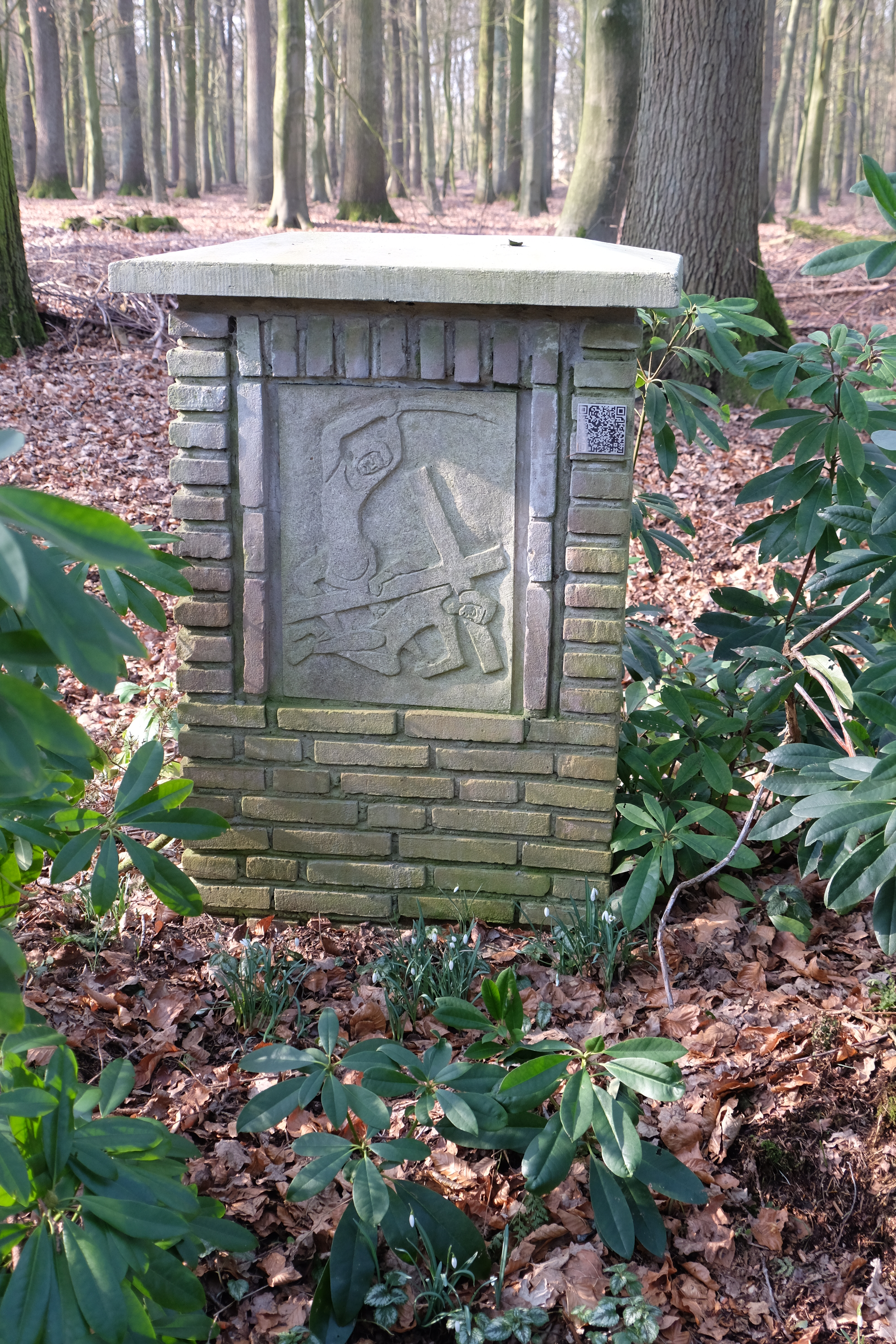
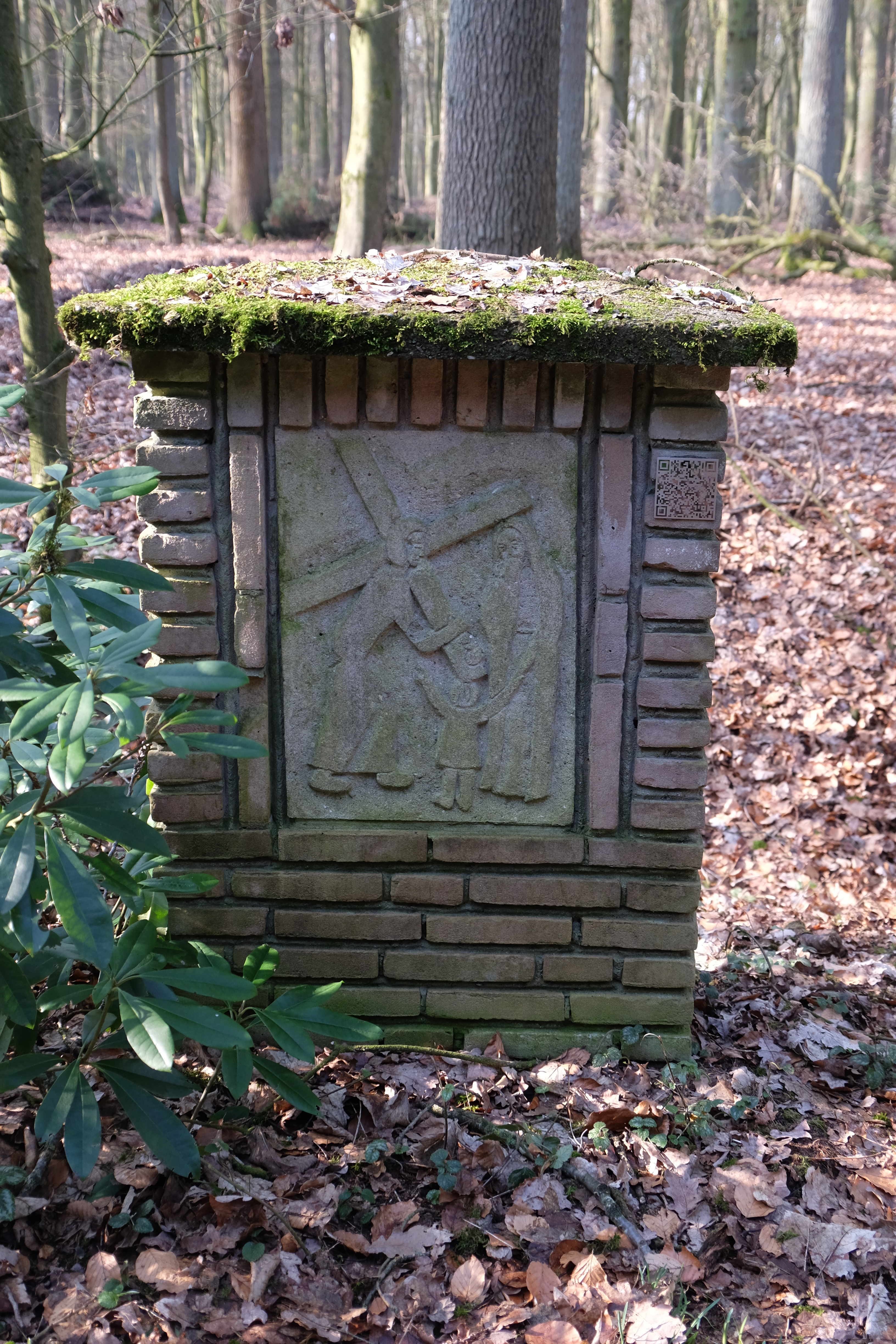
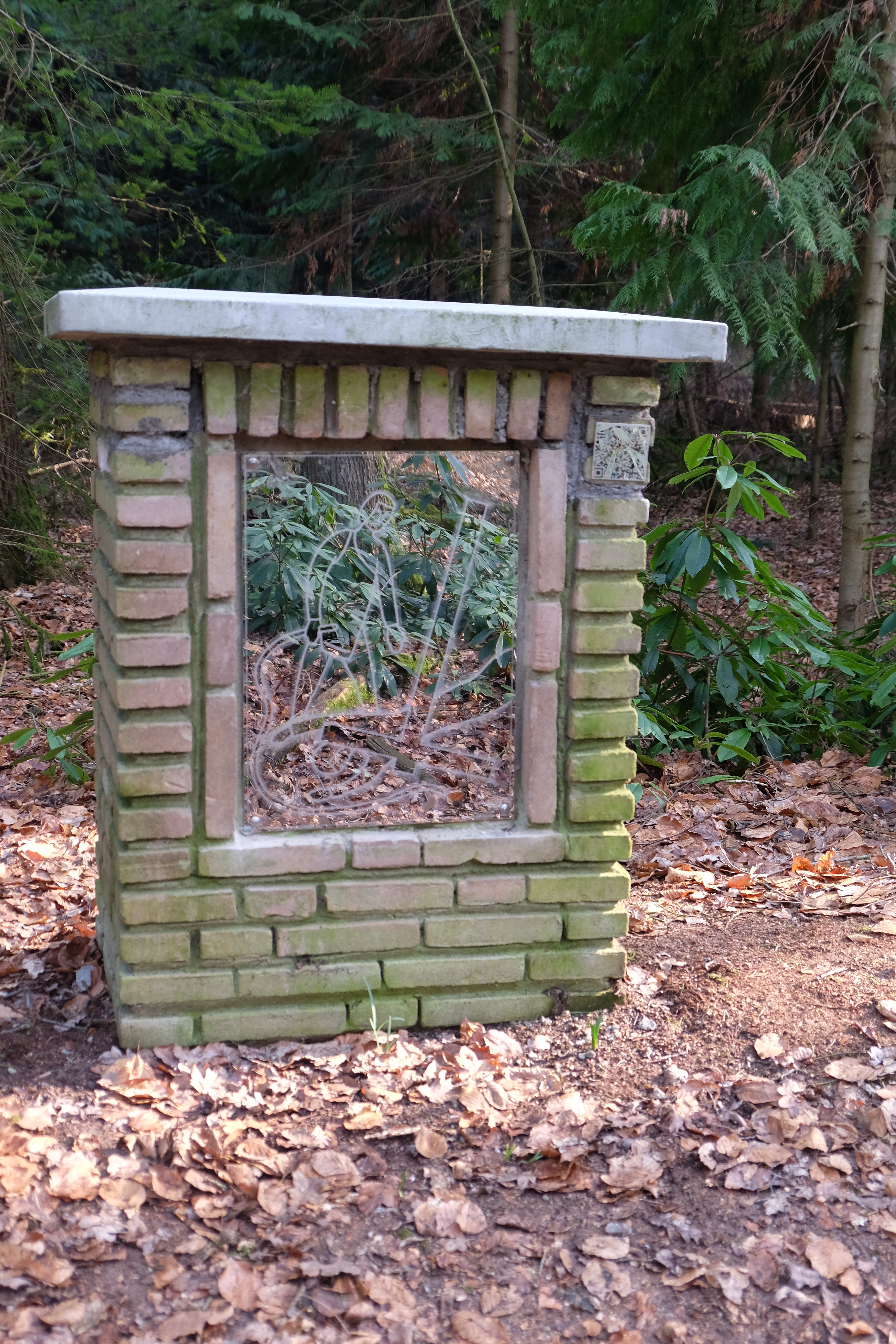
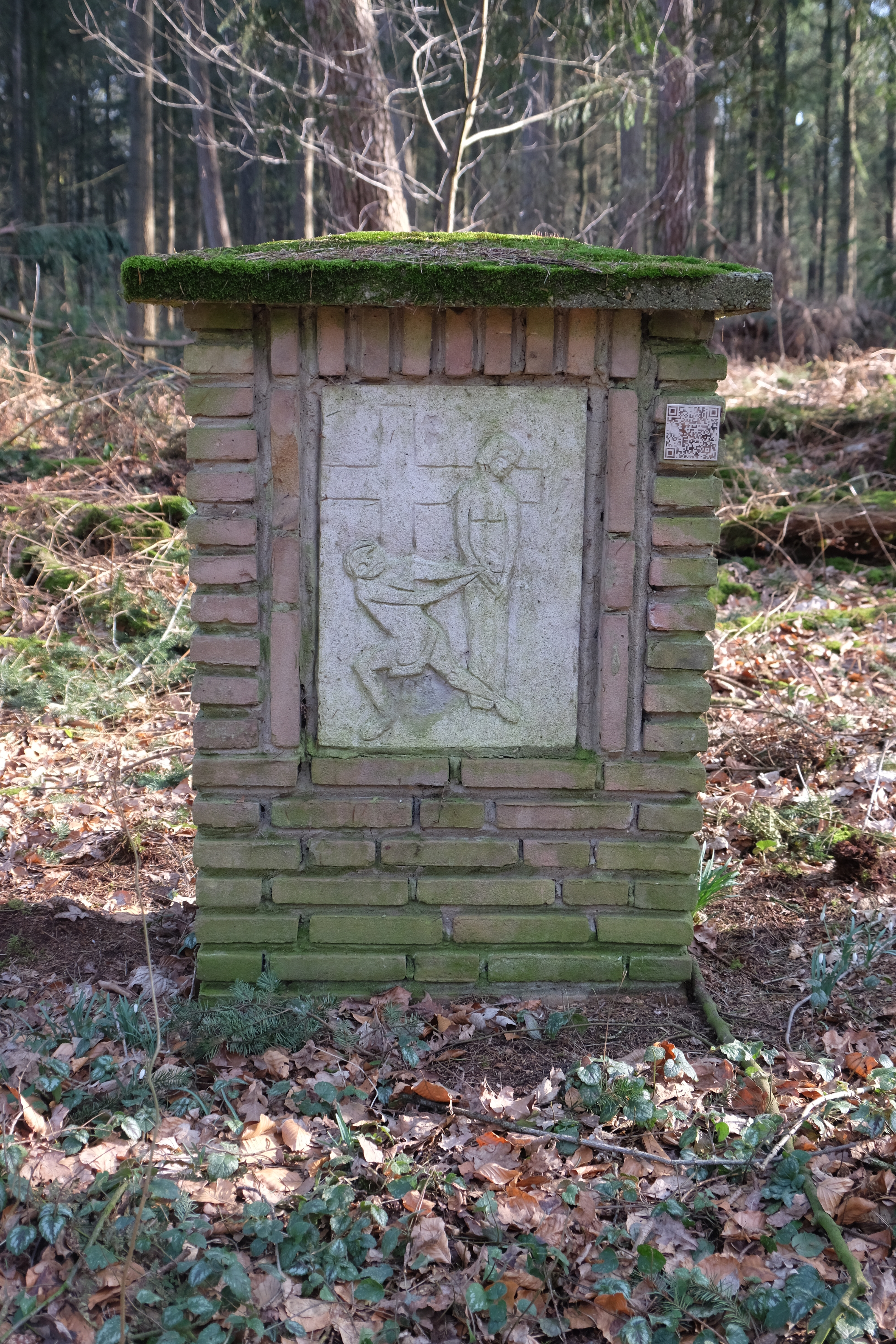
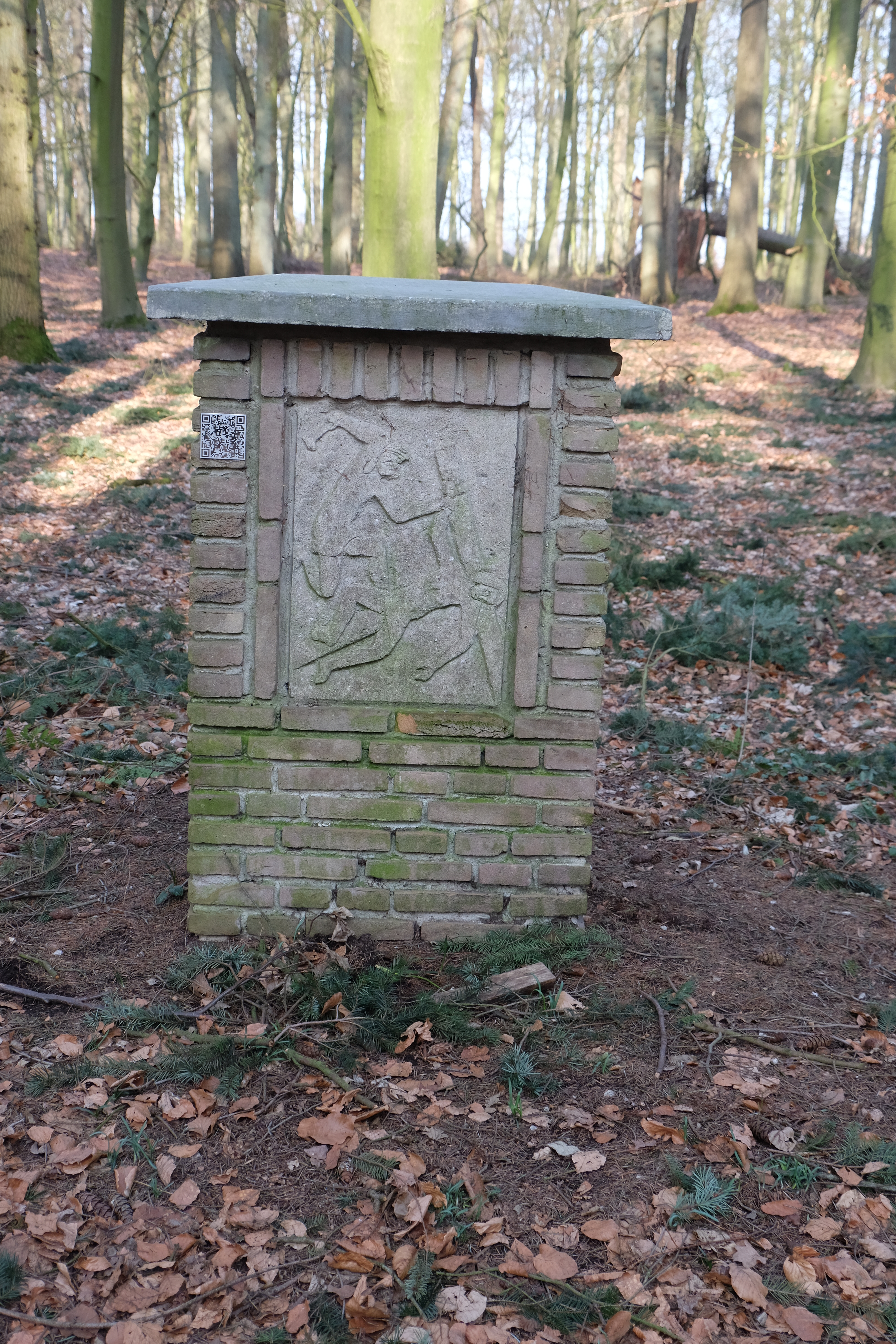
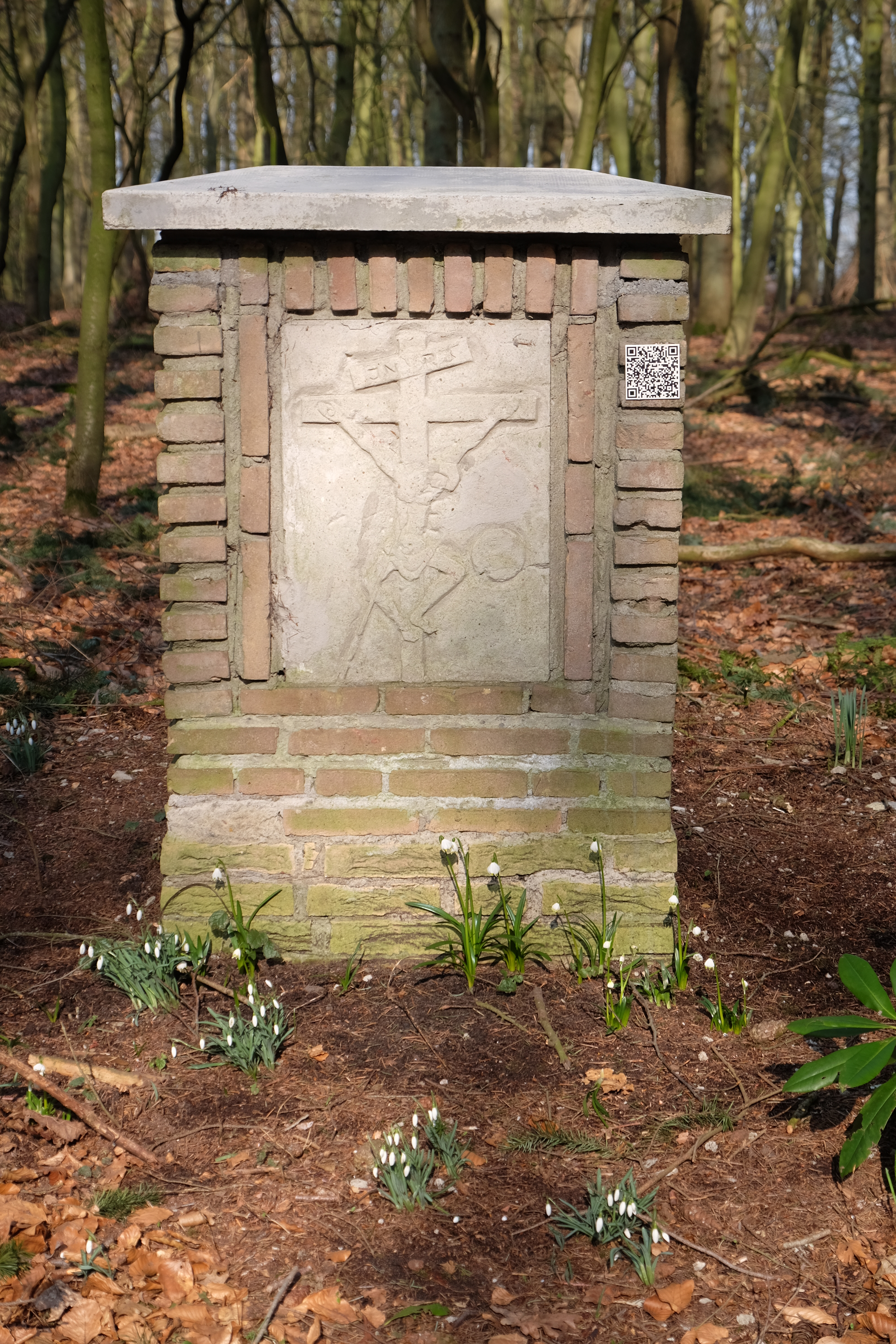
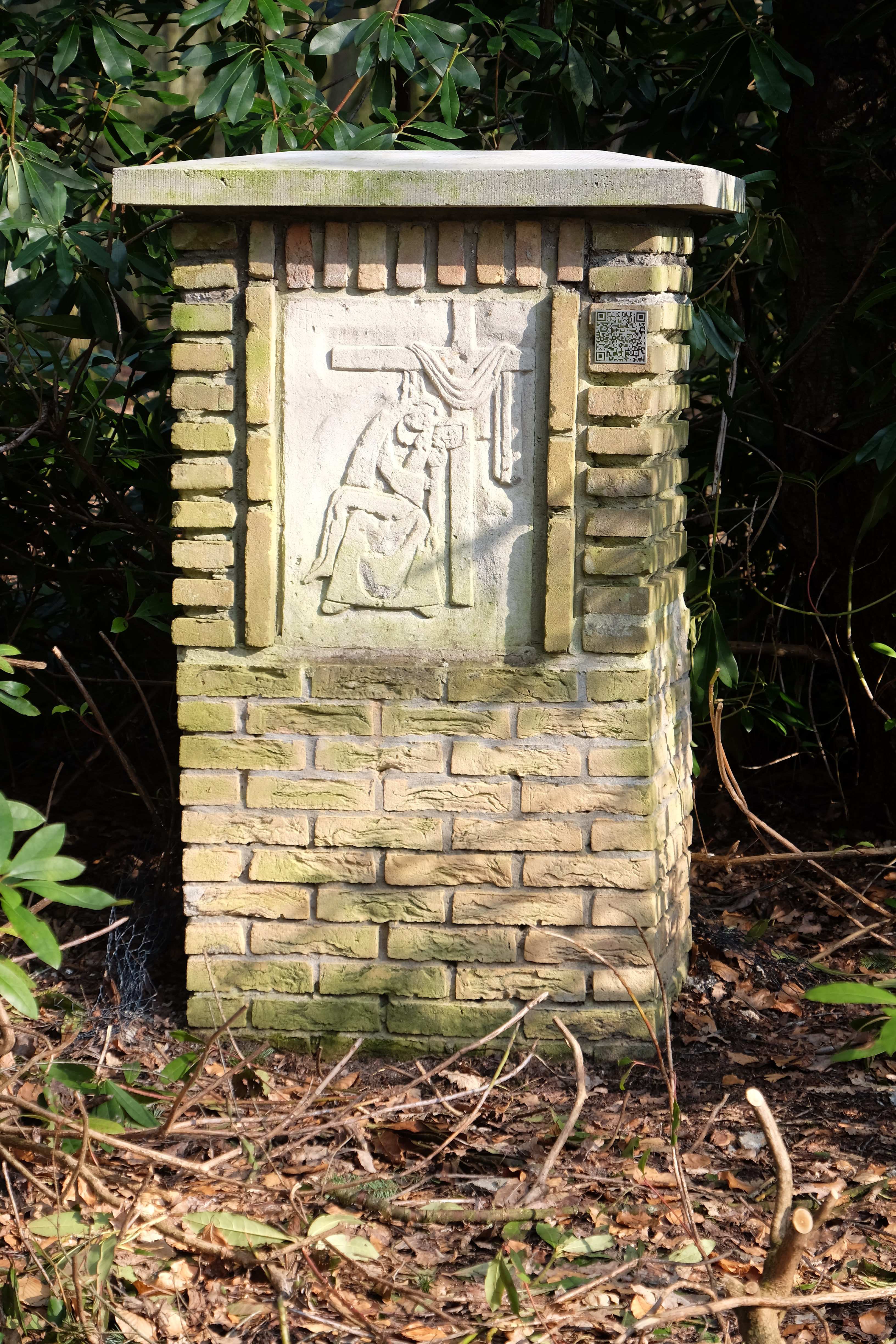
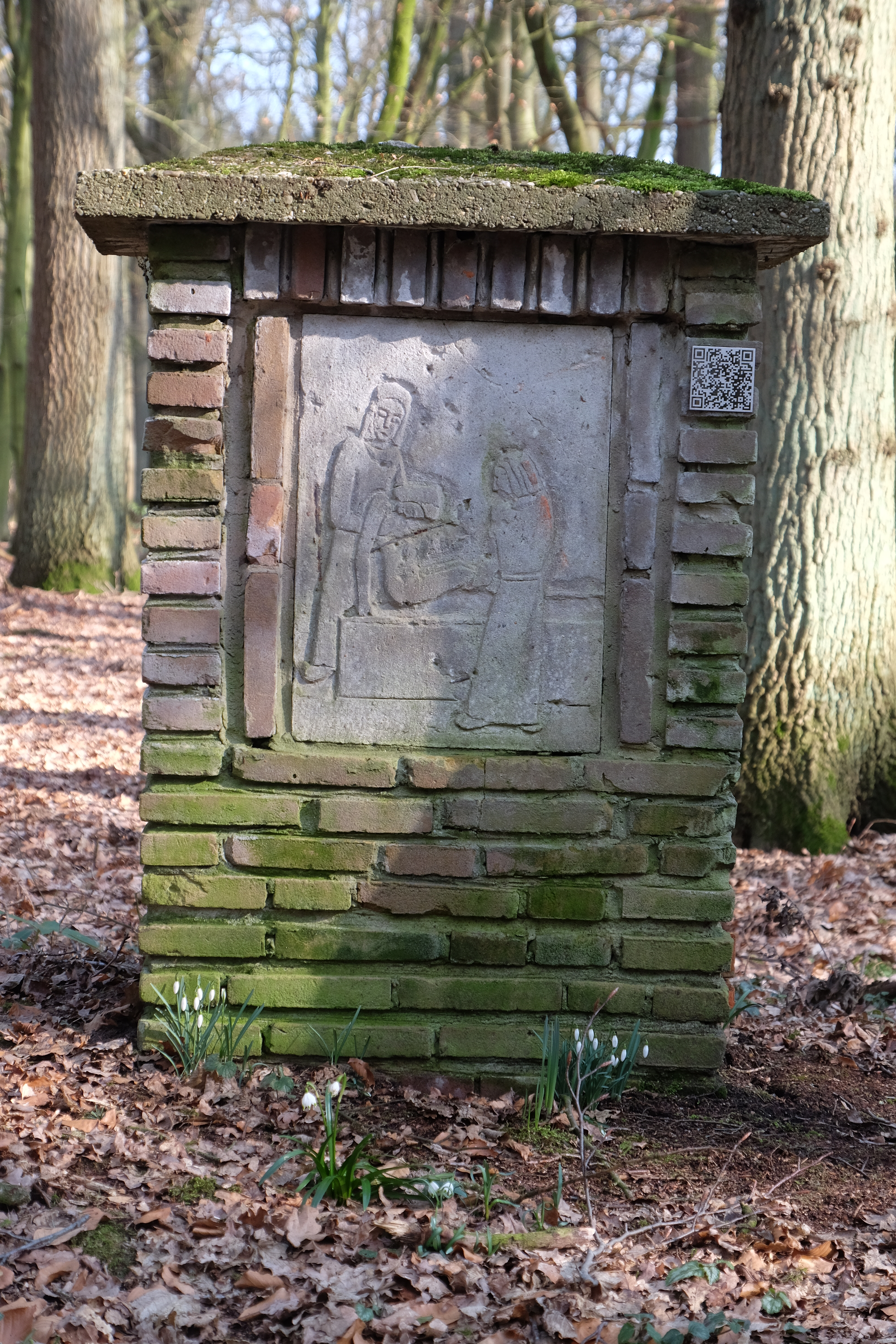